# Odontomyia bifascia
Odontomyia bifascia är en tvåvingeart som först beskrevs av Walker 1861.  Odontomyia bifascia ingår i släktet Odontomyia och familjen vapenflugor. Inga underarter finns listade i Catalogue of Life.